# Cathy Heaven
Cathy Heaven (Debrecen, Hungría; 28 de julio de 1980) es una actriz pornográfica y modelo erótica húngara.

## Biografía
Cathy Heaven, cuyo nombre de nacimiento es Evelin Magdolna Garamvolgyi, nació en la ciudad de Debrecen, situado en el condado de Hajdú-Bihar, al este de Hungría, en julio de 1980. Entró en la Universidad, donde entró en la carrera de Económicas, a la que se dedicó algunos años profesionalmente.
Abandonó la profesión e ingresó en la industria pornográfica, debutando en 2009, a los 29 años, como actriz porno.
Como actriz, ha trabajado para estudios como Brazzers, Twistys, Mofos, Private, 21Sextury, PornPros, Score Land, Pinko Club, DDF Network, Digital Playground, Evil Angel, Marc Dorcel, Girlfriends Films o Reality Kings, entre otros.
Ha destacado en los Premios AVN por estar nominada dos veces en la categoría de Artista femenina extranjera del año y tres en la de Mejor escena de sexo en producción extranjera. En esta última por las películas 19th Birthday Present: the Greatest Orgy (2014), Down On Abby: Tales From Bottomley Manor (2015) y Made to Tit Fuck 2 (2017).
Ha rodado más de 560 películas como actriz.
Alguno de sus trabajos destacados son Angel Perverse 22, Bedside Manner, Divine Whores, Frankencock, Hard Art of XXX, Orgy, Preach to the Perverted, Seduction, Sexual Desire, Titty Creampies 10 o Tit Hunter 2.

## Premios y nominaciones
| Año  | Ceremonia           | Resultado | Premio                                        | Trabajo                                  |
| ---- | ------------------- | --------- | --------------------------------------------- | ---------------------------------------- |
| 2012 | Premios AVN         | Nominada  | Artista femenina extranjera del año           | —                                        |
| 2013 | Premios XBIZ        | Nominada  | Artista femenina extranjera del año           | —                                        |
| 2014 | Premios AVN         | Nominada  | Mejor escena de sexo en producción extranjera | 19th Birthday Present: the Greatest Orgy |
| 2015 | Premios AVN         | Nominada  | Artista femenina extranjera del año           | —                                        |
| 2015 | Premios AVN         | Nominada  | Mejor escena de sexo en producción extranjera | Down On Abby: Tales From Bottomley Manor |
| 2017 | Premios AVN         | Nominada  | Mejor escena de sexo en producción extranjera | Made to Tit Fuck 2                       |
| 2018 | Premios AVN         | Nominada  | Mejor escena escandalosa de sexo              | Bulldogs                                 |
| 2018 | Premios XBIZ Europa | Nominada  | Artista femenina del año                      | —                                        |
| 2019 | Spank Bank Awards   | Nominada  | Most Volumptous Vixen                         | —                                        |
| 2019 | Spank Bank Awards   | Nominada  | Three Kielbasas in a Corridor                 | —                                        |